# Oskrzesińce (rejon kołomyjski)
Oskrzesińce (ukr. Воскресінці, Woskresinci) – wieś na Ukrainie, w obwodzie iwanofrankiwskim, w rejonie kołomyjskim, na południowym brzegu Prutu.
Władze miasta Kołomyja wykupiły od szlachcica Andrzeja Szczuckiego wieś Oskrzesińce razem z polem Ułanów i ofiarowały kościołowi jako wieczyste uposażenie. Król Ludwik Węgierski zatwierdził ten akt 17 września 1374 na prośbę wójta i rady kołomyjskiej.
5 kwietnia 1891 w Oskrzesińcach urodził się Stanisław Jasiński, pułkownik dyplomowany pilot Wojska Polskiego.
W dwudziestoleciu międzywojennym Oskrzesińce były siedzibą gminy wiejskiej, wchodzącej w skład powiatu kołomyjskiego (województwo stanisławowskie). 1 sierpnia 1934 w ramach reformy, przeprowadzonej na podstawie ustawy scaleniowej dotychczasowa gmina wiejska Oskrzesińce włączona została w skład gminy Kołomyja.